# International Association for Mission Studies
Die International Association for Mission Studies (IAMS) ist eine fachwissenschaftliche internationale, interkonfessionelle und interdisziplinäre Vereinigung für das Studium biblischer, theologischer und empirischer Themen der christlichen Mission und der interkulturellen Theologie.

## Geschichte
Der Verein wurde im Jahre 1972 in Driebergen (Niederlande) auf Anregung der Deutschen Gesellschaft für Missionswissenschaft (DGMW) gegründet. Sie hält im Abstand von vier Jahren Fachkonferenzen ab, unter anderem 2000 in Hammanskraal, Südafrika; 2004 in Port Dickson, Malaysia; 2008 am Balaton, Ungarn; 2012 in Toronto, Kanada; 2016 in Seoul und 2022 in Sydney, Australien. Der nächste Kongress wird im Juli 2026 in Pretoria, Südafrika, stattfinden.

## Organisation
Der Vereinigung gehörten im Jahre 2025 rund 630 Wissenschaftler sowie 50 institutionelle Mitglieder aus 39 Ländern an. Ein fünfköpfiges Exekutivkomitee koordiniert die Arbeit und leitet die Geschäfte. Vorsitzender ist Bokyoung Park aus Korea.

## Zeitschrift
Der Verein gibt die Zeitschrift Mission Studies heraus. Sie erscheint halbjährlich im Verlag Brill (Leiden). Schriftleiter ist Kirsteen Kim (USA).